# Monastère de Buron
Le monastère de Buron est un ancien monastère de religieuses de l'ordre Franciscain situé à Azé qui exista du XVIe siècle au XVIIIe siècle. Le couvent est ruiné au cours de la Révolution française. Il ne reste aujourd'hui que la chapelle, un retable en tuffeau et marbre du XVIIe siècle, ainsi qu'une porte monumentale du XVIe siècle.

## Histoire
Le 11 juillet 1594, Urbain de Laval Boisdauphin  pose la première pierre de l’église du Buron.
En 1638, le monastère de Buron fait appel aux Corbineau. Il est donc possible que les Corbineau soient à l'origine du portail du Buron, seul vestige actuel de l'abbaye.
Le 9 janvier 1926, la porte de l'ancienne chapelle est inscrite au titre des monuments historiques.